# Marte Televisión
Marte Televisión (también conocido como Marte TV) fue una productora de y luego un canal de televisión; el cual estaba ubicado en Caracas, Venezuela y que reemplazó al canal Omnivisión tras su cierre. En 4 años después, fue reemplazado por la señal de La Tele.

## Historia

### Productora de televisión
Marte Televisión (cuyo nombre legal era Marte CVT Producciones de Televisión, S.A.) fue fundada en  1988 como una productora independiente por el productor y empresario Hernán Pérez Belisario quien, a su vez, fue el vicepresidente de la cadena de televisión RCTV en los años 70 y 80.
Las producciones de Marte Televisión (telenovelas, películas y unitarios) fueron vendidas dentro de Venezuela a las tres principales cadenas de ese país (primero Venevisión, seguidamente de Televen y, finalmente, RCTV), pero también dichas producciones llegaron a ser exportadas y transmitidas en el exterior.
Sus primeras producciones fueron las telenovelas La Encantada ,María María y Emperatriz en 1990 y, después de estas, les siguieron La Traidora en 1991, Las dos Dianas, La Loba Herida y Piel en 1992, Divina Obsesión y Sirena en 1993, las cuales fueron transmitidas por Venevisión.
En 1993 realizó -también para Venevisión- El paseo de la gracia de Dios, la cual sería la telenovela más costosa de la historia de dicha productora, pero no logró la audiencia deseada (siendo determinada incluso por su propio creador -José Ignacio Cabrujas- como un "fracaso") por lo que, a raíz de esto, los directivos de Venevisión decidieron romper la alianza que tenían con Marte Televisión. En 1994 Venevisión transmite la última producción de esta cadena llamada Pedacito de Cielo, la cual fue contratada antes de deshacer la alianza.
Tras dicha ruptura Marte Televisión pasó a producir para Televen, pero de esta alianza sólo resultó en una telenovela que sería La hija del presidente en 1994. A finales de ese mismo año se firmó una nueva alianza con RCTV y Id Red Canal Television, pasando a producir Cruz de nadie La Llaman Luz y luego La llaman Mariamor Si Nos Dejan (telenovela de 1996) en 1996.
En 1994 la productora pasaría por tener problemas financieros en sus ventas de telenovelas por lo que, en 1997, produjo la que sería su última producción, la telenovela Llovizna. Un año más tarde Marte Televisión pasaría a ser un canal de televisión, en el cual también retransmitiría tanto éstas como otras producciones realizadas a lo largo de su historia.

### Canal de televisión
Tras la expropiación forzosa del canal Omnivisión en 1998 (al ser una de las empresas que se ofrecieron como garantía por los 11 bancos nacionalizados e intervenidos que recibieron ayudas del Estado como consecuencia de la crisis financiera ocurrida ese año), la Comisión Nacional de Telecomunicaciones de Venezuela (CONATEL) otorgó a la empresa Marte CVT, en septiembre de 1998, la frecuencia 12 en VHF para que saliera por señal abierta en Caracas un canal de TV en reemplazo de aquel.
Este nuevo canal se llamó Marte Televisión e inició formalmente sus trasmisiones a las cuatro de la tarde del 30 de septiembre de ese mismo año.
En abril de 1999 Marte Televisión hizo una alianza con la productora Producciones DAT (actualmente DAT TV), ubicada en Valencia, para conformar la sociedad Marte Televisión del Centro y, posteriormente, se asoció con los canales regionales Telecaribe, Telecentro y Zuliana de Televisión para fundar la llamada Red Nacional de Televisión. Sin embargo, la misma tuvo poca duración.
En sus inicios la programación de Marte Televisión consistía principalmente en películas, series de televisión y otros programas extranjeros (especialmente producciones de TV Azteca), así como también videoclips y la repetición de varios de sus programas realizados en su época de productora, aunque luego pasó a tener programación original como reportajes, programas de variedades, de opinión e infantiles.

### Salida del aire
En 2001 Hernán Pérez Belisario vendió la mitad de sus acciones al Grupo Makaré, ese mismo año, la frecuencia y la sede del canal habían sido subarrendados al Grupo Clarín, en el cual se comenzaron las transmisiones de otro canal llamado Clarín TV, aunque este último fue sacado del aire por CONATEL debido a que dicha operación fue considerada ilegal por el ente gubernamental.
A finales de 2001 el Grupo Imagen Vepaco se hizo con el 70% de las acciones de Marte Televisión, y tras varios meses de inactividad, la señal se reanudó en junio de 2002 transmitiendo únicamente videoclips mientras se trabajaba en la reestructuración del canal.
El 1 de diciembre de 2002, y tras una agresiva campaña publicitaria, Marte Televisión sale del aire y es rebautizado con el nombre de La Tele(Hoy extinto).

## Locutores
- Carlos Vicente Voth
- Saúl Martínez †
- Juan Eleazar Figallo
- José Antonio Castillo